# コリンズ207B-1送信機

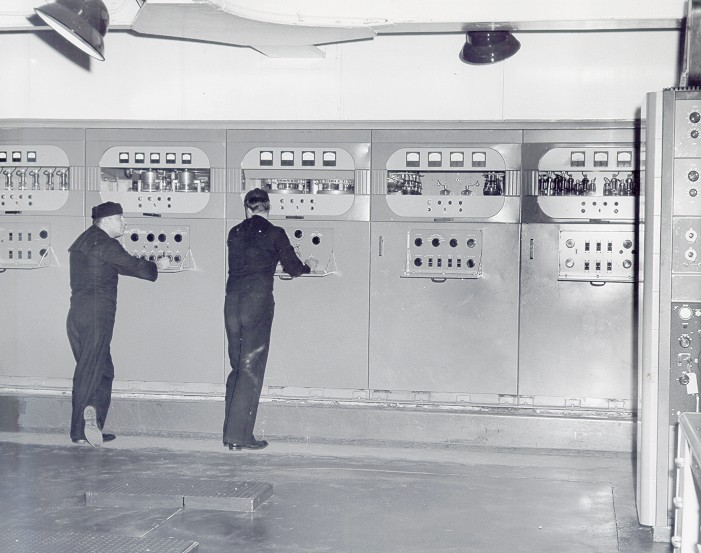
USCGのカッター船クーリエ号の送信室に搭載されたコリンズ207B

コリンズ207B-1送信機（コリンズ207B-1そうしんき）は、米国のコリンズ・ラジオ・カンパニーが1951年に製造した短波帯用送信機である。

## 仕様
コリンズ207B-1は、周波数4MHzから26MHzの短波帯でAM時はRF出力35キロワット、CW時は出力50キロワットの能力を有する送信機である。5連のシールドキャビネットをボルトで固定し、1台の装置としている。重量は16,800ポンドで、陸上の設置が想定された。主な用途は放送および高速電信で、高出力のAM放送や毎分400ワード（WPM: Words Per Minute）以上の電信またはFSKの送信である。パワーアンプとしても利用でき、SSB送信機の信号を入力として出力30キロワット（PEP）に増幅できる。

## 運用
第二次世界大戦中、商用短波送信機を製造する欧州勢のメーカーは壊滅的な打撃を受けたため、戦後から1960年代ごろまでは、コリンズやジェネラル・エレクトリックといった米国メーカーが市場を独占した。
コリンズ207B-1は陸上の送信局向けに設計された装置で、スリランカやフィリピンのVOA中継局などに設置された。元来は陸上用途であったが、冷戦最中の1951年4月、アメリカ沿岸警備隊のカッター船、USCGCクーリエ号（WAGR-410）に2台の207B-1送信機が搭載され、艦上中継局として、地中海に浮かぶギリシャのロード島沖からVOAの番組を鉄のカーテンで遮断された国々に向けて放送した。